# Енді Фейрвезер Лоу
Ендрю Фейрвезер Лоу (англ. Andy Fairweather Low; 2 серпня 1948) — валлійський гітарист, співак, був одним із засновників та вокалістом поп-гурту 1960-х Amen Corner, а останніми роками багато гастролював з Роджером Вотерсом, Еріком Клептоном і гуртом "Rhythm Kings" Білла Ваймена.

## Професійна кар'єра
Феруезер Лоу народився в Істрад Майнах, Уельс, у родині робітників. Сім'я, включаючи двох його братів, жила в «неопалюваному будинку ради» на території маєтку; його батько, був прибиральником, та не міг дозволити собі машину. Перша можливість пограти на гітарі з’явилася у Фейрвезера Лоу, коли він влаштувався на суботню роботу в музичний магазин у Кардіффі. Він здобув популярність, як один із засновників поп-групи Amen Corner наприкінці 1960-х років. Вони чотири рази поспіль потрапляли до першої десятки UK Singles Chart, включаючи сингл номер один «(If Paradise Is) Half as Nice» у 1969 році. За описом критика AllMusic Вільяма Рулманна, миттєвий успіх гурту та зовнішній вигляд підліткового кумира Фейрвезера Лоу «розмістив своє привабливе обличчя на стіни спалень дівчат-підлітків по всій Британії».
У 1970 році Amen Corner розпався на дві частини, разом із Фейрвезером Лоу на чолі з Деннісом Брайоном (ударні), Блю Вівером (орган), Клайвом Тейлором (бас) і Нілом Джонсом (гітара) у новий гурт Fair Weather. У липні 1970 року, гурт «Natural Sinner» посів 6 місце у Великій Британії, але їхні альбоми «Beginning From An End» і «Let Your Mind Roll On» не потрапили в чарти. Через дванадцять місяців Феруезер Лоу пішов з гурту, щоб почати сольну кар'єру. До 1980 року, він випустив чотири альбоми на лейблах A&M і Warner Bros.  Це призвело до подальшого успіху синглу «Reggae Tune» (1974) і «Wide Eyed and Legless», різдвяного хіта №6 у 1975 році. Валлійська група Budgie виконала кавер на пісню "I Ain't No Mountain" з альбому "Fairweather Low" 1974 року Spider Jiving у своєму релізі Bandolier 1975 року.
Наприкінці 1970-х і 1980-х, він працював для багатьох артистів як сесійний музикант, виступаючи бек-вокалістом та гітаристом у альбомах Роя Вуда, Лео Сейєра, Albion Band, Джеррі Рафферті, Хелен Вотсон та Річарда та Лінди Томпсон.

### 1978–99
У 1978 році Фейрвезер Лоу заспівав на бек-вокал в альбомі Who Are You від The Who, зокрема в піснях «New Song», «Had Enough», «Guitar and Pen», «Love is Coming Down» і «Who Are Ти ". У альбомі "It's Hard" гурту "The Who", він грав на ритм-гітарі в пісні "It's Your Turn". Згодом, Фейрвезер Лоу, з'явився в альбомі Тауншенда Psychoderelict 1993 року та в супроводжуючому концертному турі.
У 1995 році Фервезер Лоу грав ритм-гітарою на однойменному компакт-диску Джо Сатріані разом з Натаном Істом на басі та Ману Каче на барабанах. Один оглядач прокоментував, що «Ця група надзвичайно обдарованих бек-вокалістів щиро додає різноманітних текстур та кольорів, привносячи таке необхідне живе відчуття до інакше м'якого альбому блюзово-орієнтованого джаз-року.».
Фейрвезер Лоу працював із Роджером Уотерсом після туру Вотерса «За та проти автостопу» по Америці в 1985 році. Він брав участь у двох альбомах Вотерса – Radio KAOS у 1987 році та Amused to Death  1992 року. Також, грав на гітарі та басу під час зіркового виступу Роджера Вотерса «The Wall – Live» у Берліні 21 липня 1990 року під час світового туру «In the Flesh» у 1999–2002 роках, а також грав у світовому турі Вотерса «Dark Side of the Moon Live» у 2006  і 2007 роках, але не зміг виступити з ним у 2008. Його роль підхопив сесійний гітарист Честер Камен.
У 1992 році, він почав працювати над проєктами разом з Еріком Клептоном. Фейрвезер Лоу, раніше виступав у групі Клептона на концертах ARMS у 1983 році для Ронні Лейна, хоча він продовжував виконувати сесійну роботу для різних людей, включаючи Дейва Едмундса, Фервезер Лоу проводив більшу частину свого часу з початку 1990-х як сайдмен у бек-групі Клептона, а також сесійну роботу; особливо на концертах Клептона Unplugged, а також на From The Cradle.
Того ж року, він був присутній у турах із співробітництвом Лінди Ронштадт та Еммілу Гарріс у 1999 році. У грудні 1991 року, він грав на гітарі під час туру та альбому Джорджа Гаррісона «Live in Japan» разом з рештою гурту Клептона , а в 2002 році, він зіграв кілька головних партій на гітарі для триб’ют-концерту Харрісона для Джорджа. у деяких піснях грає знаменитий Fender Stratocaster Гаррісона "Rocky" і золотий Fender Electric XII Гаррісона. У 2004 році, він виступив на концерті Stratpack, присвяченому 50-річчю Fender Stratocaster.

### Робота з 2000 року

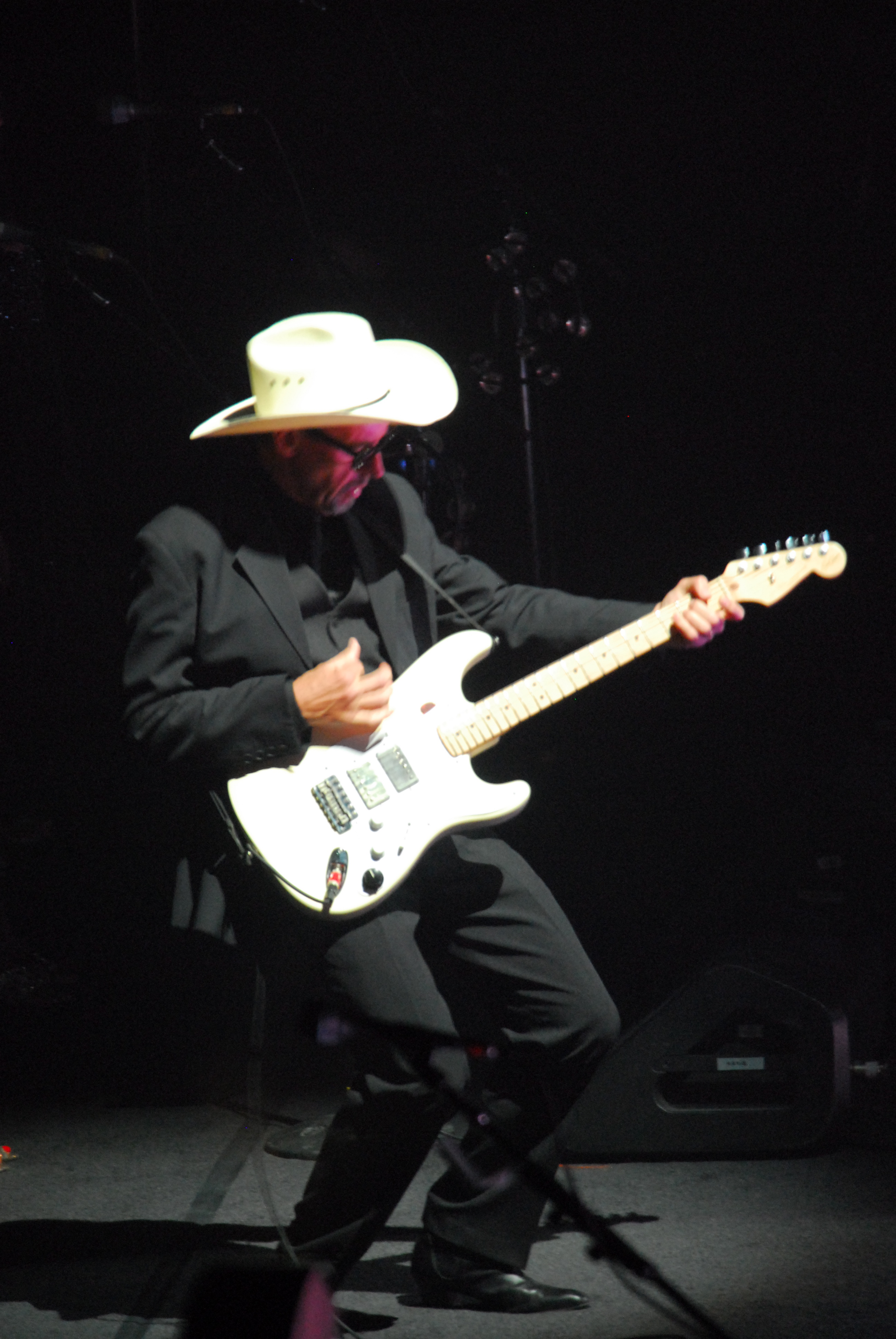
Фейрвезер Лоу з Роджером Вотерсом в Оттаві; 6 червня 2007 р.

З 1998 по 2002 рік, брав участь у турі Роджера Вотерса In the Flesh. У 2001 році, Фейрвезер Лоу супроводжував Еріка Клептона в його світовому турне, що входить до альбому 2002 року «One More Car, One More Rider», у якому також акомпанували Біллі Престон, Стів Гедд, Натан Іст та Девід Сенсіес.
У 2002 році, Фейрвезер Лоу знявся у фільмі «Від Кларксдейла до раю – пам’ятаючи про Джона Лі Хукера» разом із Джеффом Беком, Гері Брукером, Джеком Брюсом і Пітером Гріном.
До 2005 року, він багато гастролював із Rhythm Kings Білла Ваймена. Деякі з концертів були записані для британського телебачення в рамках поваги до "50 років рок-н-ролу". У квітні 2005 року, він грав у благодійному концерті Gary Brooker Ensemble у Гілдфордському соборі, графство Суррей, на допомогу жертвам цунамі.
У 2006 році, Фервезер Лоу знову гастролював з Роджером Уотерсом, цього разу під час останнього концертного туру «The Dark Side of the Moon», а також із «Rhythm Kings». У тому ж році, Фейрвезер Лоу гастролював з Крісом Барбером і групою Big Chris Barber Band, повторюючи багато своїх попередніх хітів, включаючи «Gin House Blues» і «Worried Man Blues». Деякі з цих виступів увійшли до останнього компакт-диску Барбера "Can't Stop Now" з новими аранжуваннями аранжувальника і тромбоніста Боба Ханта, співробітника Барбера.
Також, у 2006 році, Фейрвезер Лоу випустив Sweet Soulful Music, свій перший сольний альбом за двадцять шість років. Пісня «Hymn for My Soul» стала головною композицією альбому Джо Кокера 2007 року. Таку ж назву носив тур Кокера 2007/08.

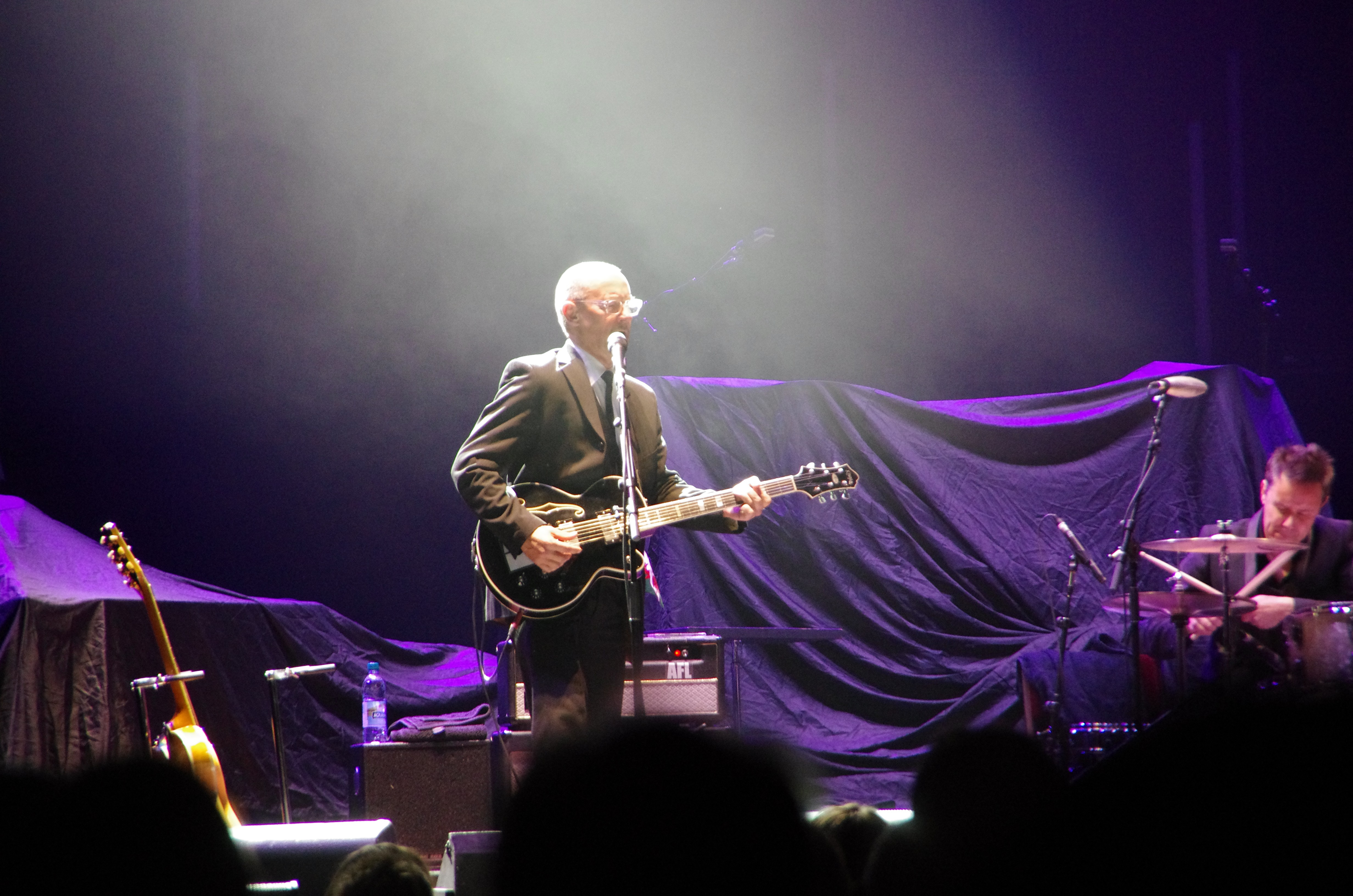
Енді Фейрвезер Лоу на сцені, як супровід Еріка Клептона та Стіва Вінвуда в лондонському Королівському Альберт-Холі ; 27 травня 2011 р.

У 2007 році, він продовжив гастролі з Роджером Вотерсом Dark Side of the Moon Tour. Пізніше, того ж року, він був у дорозі зі своїм власним туром Sweet Soulful Music, виступаючи на таких майданчиках, як Stables у Wavendon, The Ferry у Глазго та Library Theatre, Darwen, Ланкашир.
У травні 2008 року, Fairweather Low & the Lowriders розпочали тур по Великобританії, у складі Low Riders були: Пол Бівіс, Дейв Бронз і Річард Данн. У 2009 році, він приєднався до групи Еріка Клептона для серії з 11 концертів, які відбулися в лондонському Королівському Альберт-Холі. Протягом травня 2009 року, він став частиною гастролюючого гурту Клептона з барабанщиком Стівом Геддом, і клавішником Тімом Кармоном. У 2011 році, Фейрвезер Лоу приєднався до Клептона для чергової серії концертів у Королівському Альберт-Холі. Він також виступає з Еді Брікелл, Стівом Геддом, і басистом (та з іншим валлійцем) Піно Палладіно, як The Gaddabouts; їхній однойменний альбом вийшов на початку 2011 року, а другий альбом Look Out Now!, вийшов у 2012 році.
Також у 2011 році, Фервезер Лоу виступив гостем на альбомі Кейт Буш «50 Words For Snow», заспіваючи приспів єдиного синглу альбому «Wild Man».
У 2013 році, він відкрив концерти Еріка Клептона з його групою Lowriders під час європейського туру, а пізніше того ж року Fairweather Low & the Lowriders випустили альбом Zone-O-Tone. У квітні 2013 року, виступив на гітарному фестивалі Еріка Клептона Crossroads у Нью-Йорку та записав два треки на DVD з концертом. 13–14 листопада, він також був частиною групи Еріка Клептона під час двох концертів Клептона під час «Baloises Sessions» у Базелі, Швейцарія, де він співав «Gin House Blues». У листопаді 2015 року, Фейрвезер Лоу виступив гостем в альбомі Кевіна Брауна Grit.
У період з вересня 2021 року по квітень 2022 року Fairweather Low & the Low Riders здійснили масштабний тур Великобританією під назвою «On The Road Again», зігравши понад 50 концертів і завершившись у Flowerpot у Дербі 30 квітня 2022 року. 31 грудня 2022 року/1 січня 2023 року він з’явився як запрошений артист у щорічному шоу Джулса «Hootenanny» на BBC2, щоб зустріти новий рік.

## Особисте життя
Фейрвезер Лоу одружений на Барбарі , сестри його товариша по групі Amen Corner і Fair Weather Ніла Джонса.

## Дискографія сольного альбому
- Spider Jiving (1974)
- La Booga Rooga (1975)
- Be Bop 'N' Holla (1976)
- Mega Shebang (1980)

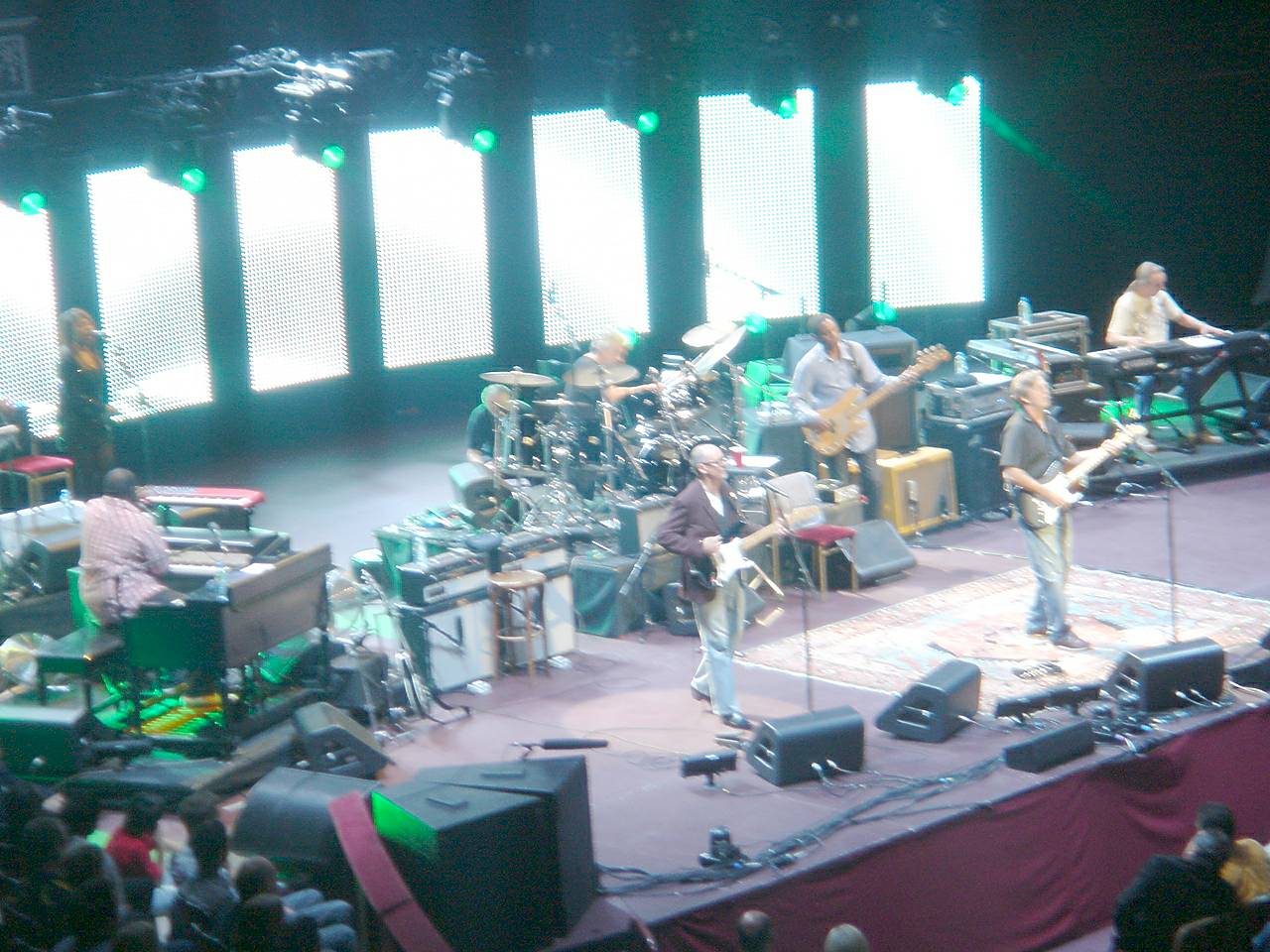
Енді Фервезер Лоу на сцені з Еріком Клептоном у лондонському Королівському Альберт-Холі, 23 травня 2009 р.

- Wide Eyed And Legless: The A&M Recordings (перші три альбоми на подвійному компакт-диску) (2004)
- Солодка душевна музика (2006)
- Найкраще з Енді Фейрвезера Лоу – Low Rider (2008)
- Live in Concert (DVD) 2008
- Lively (продається виключно на концертах) (2012)
- Zone-O-Tone (2013)
- Live From The New Theatre, Cardiff (Limited Edition 2CD/1DVD set) (2015)
- Lockdown Live (2021)

## Зовнішні посилання
Офіційний сайт